# Listă de filme italiene din 2003
Aceasta este o listă de filme italiene din 2003:

## Lista
| 2003                                            |                       | |                     |                                                        |
| The Best of Youth (La meglio gioventù)          | Marco Tullio Giordana | Alessio Boni, Fabrizio Gifuni, Luigi Lo Cascio, Andrea Tidona, Adriana Asti, Sonia Bergamasco, Maya Sansa, Jasmine Trinca | Drama               | 6 David di Donatello, 7 Nastro d'Argento               |
| Cantando dietro i paraventi                     | Ermanno Olmi          | Bud Spencer, Jun Ichikawa                                                                                                 | Drama               | 3 David di Donatello, 4 Nastro d'Argento               |
| Caterina in the Big City (Caterina va in città) | Paolo Virzì           | Sergio Castellitto, Margherita Buy, Alice Teghil                                                                          |                     |                                                        |
| Facing Windows (La finestra di fronte)          | Ferzan Özpetek        | Giovanna Mezzogiorno, Massimo Girotti, Raoul Bova, Serra Yilmaz                                                           | Drama               | 5 David di Donatello. 3 Nastro d'Argento. Gay interest |
| Gente di Roma                                   | Ettore Scola          | citizens of Rome, Stefania Sandrelli                                                                                      | Comedy- Documentary |                                                        |
| Ginger and Cinnamon (Dillo con parole mie)      | Daniele Luchetti      | Stefania Montorsi, Giampaolo Morelli, Martina Merlino                                                                     | Comedy              |                                                        |
| Good Morning, Night (Buongiorno, notte)         | Marco Bellocchio      | Roberto Herlitzka, Maya Sansa, Luigi Lo Cascio, Giovanni Calcagno, Paolo Briguglia, Giulio Bosetti                        | Drama               | About Aldo Moro                                        |
| I'm Not Scared (Io non ho paura)                | Gabriele Salvatores   | Giuseppe Cristiano, Mattia Di Pierro, Aitana Sánchez-Gijón, Diego Abatantuono                                             | Drama               | 3 Nastro d'Argento                                     |
| Incantato (Il cuore altrove)                    | Pupi Avati            | Neri Marcorè, Vanessa Incontrada, Giancarlo Giannini, Sandra Milo                                                         | Love drama          | Entered into the 2003 Cannes Film Festival             |
| Remember Me, My Love (Ricordati di me])         | Gabriele Muccino      | Fabrizio Bentivoglio, Laura Morante, Monica Bellucci, Nicoletta Romanoff, Silvio Muccino                                  | Drama               | 3 Nastro d'Argento                                     |
| '                                               |                       | |                     |                                                        |